# 두원공소
두원공소는 대한민국 전북특별자치도 진안군 백운면에 있다. 2016년 12월 28일 진안군의 향토문화유산(유형) 제12호로 지정되었다.

## 개요
1897년 세워진 공소터에 1957년 신축된 공소로, 천주교 역사에 중요한 자료이다.